# Сосновый лесной певун
Сосновый лесной певун (лат. Setophaga pinus) — вид птиц семейства древесницевых.

## Описание
У самцов соснового лесного певуна оливково-зелёное оперение верха, горло и грудь жёлтые. Остальное оперение нижней части белое. Крылья тёмно-серые с двумя белыми полосами. По бокам и в нижней части груди имеются слабые более тёмные полосы. У самок соснового лесного певуна оливково-коричневое оперение верха. В остальном их оперение похоже на самцов. В целом оперение более тусклое.

## Распространение
Сосновый лесной певун обитает в открытых сосновых лесах, прежде всего на юге Онтарио и в Квебеке на северо-востоке Северной Америки. Он зимует на юго-востоке США, во Флориде, в Северной Мексике и в Вест-Индии.

## Галерея
- Сосновый лесной певун, самец
- Сосновый лесной певун, самка